# لووایی (هاوایی)
لووایی (به انگلیسی: Lawai) یک منطقهٔ مسکونی در ایالات متحده آمریکا است که در شهرستان کائوآئی، هاوایی واقع شده‌است. لووایی ۱۰٫۱ کیلومتر مربع مساحت و ۲٬۳۶۳ نفر جمعیت دارد و ۱۶۹ متر بالاتر از سطح دریا واقع شده‌است.